# Thierry Le Pennec
Pour les articles homonymes, voir Le Pennec.
Thierry Le Pennec, né le 6 mars 1955 à Saint-Germain-en-Laye, est un poète français il vit à Saint-Jean-Kerdaniel, dans les Côtes-d'Armor. Agriculteur, ses écrits nous ramènent au rythme des saisons et à la nature nourricière dans une langue simple où se mêlent l'intime et le végétal.[Interprétation personnelle ?] Il a publié neuf plaquettes et collabore à plusieurs revues.
Il a reçu le prix de poésie 2005 de la ville d'Angers pour son recueil Un Pays très près du ciel.

## Publications
- Le visage du mot : fils, Éditions La Part commune, 2024
- Un tour au verger, Éditions La Part commune, 2018
- Jour de marché, Éditions Le Chat qui tousse, 2013
- Au front, livre peint par Claude Colas, Approches éditions, 2012
- toujours serai-je heureux?, Éditions du pré # carré, 2010
- Nono, éditions La Part commune, 2009, Prix Eugène Livet 2011
- D'Humus et d'eau fraiche, Contre-allées, 2006
- Un Pays très près du ciel, L'Idée bleue, 2005 (postface de Valérie Rouzeau ; Prix de poésie 2005 de la ville d'Angers)
- Néo, Éditions Blanc Silex, 2003
- Sur la butte, Wigwam éditions, 2000
- Locquervezen, Éditions Interventions à Haute Voix, 1994
- Un Immense, long et douloureux poème, Éditions La Criée, 1989
- Crépuscul’télégraphe, Éditions La Nouvelle Hermine, 1986

## Pour approfondir